# Иоиль (Труцевич)
Иоиль (Труцевич; умер в 1655) — первый игумен оршанского Кутеинского монастыря.

## Биография
Родился на Могилевщине. Родителей звали Андрей и Стефанида. Состоял в Богоявленском православном братстве г. Могилева. Первый настоятель Богоявленского Кутеинского мужского монастыря (1623-1654гг.), назначен в должности игумена в июле 1635г. митрополитом Киевским Петром (Могилой). В 1628 г. принял участие в прошедшем в Киеве Соборе, на котором были осуждены униатские воззрения архиепископа Мелетия (Смотрицкого). Активно занимался восстановлением православного монашества Великого княжества Литовского, находящегося из-за гонений от католиков в упадке. 
Собрал в обители ученое братство, устроил типографию, братскую школу, старческое руководство, ремесленные мастерские, устроил при содействии благотворителей целую группу монастырей: Оршанского Успенского женского (1631г.) , Буйницкого Свято-Духова мужского (1633г.), Барколабовского женского (1641 г.), Тупичевского Свято-Духова мужскаго (1641г.) и других. Под его руководством находилось около 200 монашествующих братий, которые славились своим благочестием. Всего под его надзором в разных монастырях находилось около 800 монашествующих. 
В связи с военными действиями между Русским царством и Польшей, в конце 1654г. / начале 1655г. был эвакуирован с частью братства в Валдайский Иверский мужской монастырь, однако скончался в начале 1655г. по дороге в городке Болдино (Смоленская земля).
Согласно завещанию захоронен на паперти соборного храма Иверского мужского монастыря на о. Валдай.
Составил предисловия к изданным в Кутеинском монастыре «Брашну Духовному» (1639), «Трефологию» (1647), «Диоптре» (1651), «Псалтыри и Новому Завету» (1652) и к «Лексикону» Памвы Берынды (1653).